# ポークチョップヒルの戦い
ポークチョップヒルの戦い (Battle of Pork Chop Hill) とは、朝鮮戦争最末期、すでに板門店で国連軍と中朝連合軍の休戦交渉中である1953年4月から7月の間に、二度に渡って繰り広げられた歩兵戦闘の総称である。中朝連合軍の死傷者は米兵の死傷者の数倍に上ったが、それでも戦略的にも戦術的にも価値の無い丘を巡って、多くの米兵が戦死したことで、米国内では戦闘の是非について多くの議論を巻き起こした。最初の戦闘では国連軍側が勝利し、2度目の戦闘は中朝連合軍が勝利した。
1度目の2日に渡る戦闘では米軍を主力とする国連軍は中朝連合軍を丘から撃退したが、2度目は5日間に渡り戦闘が繰り広げられ、両軍ともさらに多くの部隊をつぎ込み、最終的に国連軍が主戦線の後方に撤退した。

## 背景
ポークチョップヒルとは、高さ300メートルの丘の形が上から見て米国の家庭料理であるポークチョップ（豚ロースの垂直カットのステーキ）に似ていたため、この名前が付けられた。
丘は1951年10月に米第8騎兵連隊が攻略した。その後、持ち主を変え1952年5月に再び、米第180歩兵連隊I中隊と、米第2歩兵師団傘下のタイ陸軍第21歩兵連隊第1大隊が奪取した。
1952年12月29日からは、国連軍の主防衛線のうち米第７歩兵師団の受け持ち戦区の中となり、敵側に露出したいくつかの丘の一つであった。この丘の前哨陣地は、土嚢を積み上げた複数の掩蔽壕が塹壕で繋がっており、それぞれを中隊や小隊単位で防衛していた。 
米第7歩兵師団に相対する中朝連合軍側は、中国人民志願軍第47軍・第141師団と、第23軍・第67師団である。これらの師団は夜戦や山岳戦闘、待ち伏せ攻撃などの経験が豊富な兵士で編成され、訓練が行き届いた部隊であった。この中国の2つの軍（米側の軍団規模）は、元々は、どちらも中国の朝鮮派遣副司令官である鄧華将軍が率いる第13野戦軍の一部であった。
この戦区で対峙する両軍の兵力は概ね同規模と言えた。米第7歩兵師団（師団長：アーサー・トルドー少将）は11個歩兵大隊（指揮下のコロンビア軍やエチオピア軍の各1個大隊を含む）と1個機甲大隊、6個砲兵大隊を擁していた。一方、中朝連合軍側は12個歩兵大隊、10個砲兵大隊と1個戦車大隊で構成されていた。
1952年の始めから、こうした軍事作戦は、国連軍、中朝連合軍の双方共に休戦協定の条件交渉を有利に進めるための政治的な手段として用いてきた。ポークチョップヒルの戦いが起きる数日前の４月20日に、疾病捕虜を交換したリトルスイッチ作戦が行われたが、中朝軍側は、この捕虜交換合意は、必ずしも戦闘を止めることでは無いとの意思を示す目的もあった。

## 最初の戦闘　4月16日〜4月18日

### 前哨陣地の陥落
1953年3月23日の夜、中国人民志願軍第141師団第423連隊は、ポークチョップヒルの近傍にあるオールドバルディ（266高地）の前哨陣地を奇襲攻撃し、この丘を巡る5度目の戦闘で布陣していたアルベルト・ルッツ・ノボア中佐率いる米第31歩兵連隊指揮下のコロンビア軍大隊B中隊を撃退した。連隊長のウィリアム・B・カーン大佐は、同軍C中隊に対し指揮官が反対したにもかかわらずB中隊の増援として送り込んだ。コロンビア軍の2個中隊は入れ替わる形で2日間に渡って反撃を行ったが、米第31連隊がさらなる増援を送ることができず、両中隊共、激しく消耗し、結果として丘を再度奪取することができず、国連軍司令部はこの地域からの撤退を決めた。この戦闘の結果、ポークチョップヒルは三方向を敵側に晒すことになり、この戦闘に続き3週間の間、中国軍は夜間偵察を繰り返した。
4月16日の深夜、ポークチョップヒルに布陣していた第31歩兵連隊E中隊(トーマス・U・ハロルド中尉)、に対して突如、激しい砲撃が浴びせられ続いて中国人民志願軍201連隊が突撃し、一部の孤立した陣地を除いて丘は蹂躙された。この夜は米第7歩兵師団の戦区全域に渡り攻撃が行われた。

### 米第31歩兵連隊の反撃
戦線後方で予備部隊であった米31連隊のK中隊（中隊長：ジョセフ・G・クレモンス中尉）とL中隊（中隊長：フォレスト・J・クリテンドン中尉）は反撃を命じられ、攻撃開始時間を4月17日0430時とされた。夜明けまでに丘の頂上部にある主塹壕まで到達したが、両部隊の死傷率は50%に達しL中隊の半数は隣接する200高地の前哨陣地から前進できない状況となった。そのため、この突撃の戦術指揮官のクレモンス中尉は増援部隊の要請を行った。すぐに戦力消耗のため第31連隊の指揮下に入っていた米第17歩兵連隊のG中隊（指揮官のウォルター・B・ラッセルJr中尉は、クレモンス中尉の義理の兄弟）が前線に投入され、午前8時30分にはK中隊と連携した戦闘を開始した。しかし、前線の3中隊には中国志願軍の砲弾が絶え間なく降り注いだため、動きがとれず塹壕に釘付けとなってしまった。
この間、司令部と前線部隊の情報伝達の混乱により、3個中隊のうち、他の2個中隊の損害を把握しないまま、15:00時に激しい損害を受けていたラッセルのG中隊のみに撤退命令を出してしまった。実際には、この時点で残りの2個中隊に関しても、二つの部隊を併せて25名の生存者しかいなかった。
このとき、師団長のトルドー少将はカーン大佐に第17連隊の第1大隊と第2大隊の戦術指揮を任せると共に、255高地上の新たな中隊を増援として送り込むように命じた。

### 米第17歩兵連隊の反撃
カーン大佐は、第17歩兵連隊のF中隊（中隊長：モンロー・D・キング大尉）を前線に投入し、中隊は2130時に激しい砲撃の中、丘を登り始め、2200時には頂上の塹壕に達したが、この間、19名が戦死した。2300時にカーンは第17連隊E中隊（中隊長：ゴーマン・C・スミス中尉）に対して、スミス大尉のF中隊の増援を命じた。F中隊は激しい砲撃を避けるために、丘の右翼側を回り込むように前進したため、中国志願軍と正面から向き合う形になってしまった。
第31連隊K中隊は20時間にも渡る激しい戦いの末、元々135名いた中隊員は18名の戦死を含む125名もの死傷者を出した。残った隊員のうち7名が、深夜（4月18日未明）に、さらなる死傷者を出すことなく丘を降りた。残りの兵士はL中隊の生き残りと共に増援の部隊に戦況と陣地の状況を引き継ぐために丘に留まった。
4月18日未明、0130時に中国志願軍第201連隊は再び攻撃を開始した。F中隊の陣地に対し大隊規模の攻撃を仕掛けため、中隊は激しい損害を受け陣地は崩壊間際に追い詰められた。このとき、第17連隊E中隊が中国志願軍の側面を突く奇襲攻撃を仕掛けたことで、中国軍は浮き足立ち、攻撃は尻すぼみとなった。中国第141師団はこのあと、0320時と0420時にも中隊規模の攻撃を仕掛けたが、どちらも失敗に終わり、中国軍は元の陣地へと戻った。
4月18日の夜明け頃、第2大隊所属の2個中隊への増援として、第1大隊から追加で1個歩兵中隊（第17連隊A中隊）が送られた。3個中隊は協同でこの日の日中の大半を丘の中国志願軍の掃討に費やし、丘の確保を固めた。戦闘は、この日の午後で終わった。
この戦闘で国連軍の砲兵部隊は、77,000発の支援砲撃を行い、このうちポークチョップヒルには、4月18日だけで40,000発の砲撃を行った。中国軍の砲撃量もほぼ同等と推察される。

### 戦術と損害
中国軍、米軍とも、丘への突撃の際は最初は新月の暗闇を利用した。また、両軍とも防御側を陣地内に釘付けににし前進する攻撃側への視界を遮る目的で入念な事前砲撃を行った。中国軍側は素早く移動することで、防御側の陣地に肉薄し、奇襲攻撃の効果を高めた。この攻撃に対し米軍側は“草刈り射撃”（小火器の射撃を30センチから60センチの一定の高さで固定し斉射する方法）で少ない火力を補い、丘の斜面に対して巧みに連携した支援砲撃を行った。両軍とも、戦車や装甲兵員輸送車(APC)による攻撃支援は行われなかった。戦闘の主体が防御陣地に達すると、両軍とも相手を撃退するために、手榴弾や爆薬、場合によっては火炎放射器が使用され、その結果として攻撃側に夥しい数の死傷者が生じた。
国連軍にとって、戦闘全期間を通じて密かに陣地内に侵入してくる中国兵は悩みの種で、兵士同士での白兵戦が随所で発生した。
砲撃が常に実施されている環境下で、負傷兵の搬送は困難を極めた。第7師団では、M39多目的装甲車を大量に投入し、負傷兵の保護や、水、食料、弾薬の輸送に利用したが、そのうち1輛が戦闘で破壊された。国連軍側では、事前調整砲撃が常に待機状態で準備され、前線からの要請があれば直ぐに、丘の陣地を取り囲むように馬蹄型に、弾幕砲撃を行えるようになっていたため、いかなる方向からの中国軍の攻撃にも打撃を与えられた。
米軍は、戦死者が総計104名で、このうち第31歩兵連隊が63名、この連隊の無傷の生還者は7名だけだった。第17歩兵連隊は戦死31名、それ以外にも工兵隊や砲兵部隊の前進観測員に10名の戦死者がいた。負傷者の数は373名だった。中国軍側の正確な死傷者数は不明である。
1959年の映画『勝利無き戦い』は、この戦闘のS.L.A.マーシャル准将の証言を元に、戦闘をセミフィクションとして描いている。クレモンス中尉をグレゴリー・ペックが演じ、ラッセル中尉をリップ・トーンが演じている。

## 2度目の戦闘（7月6日〜11日）

### 防御態勢の再構築
1953年の5月から6月にかけて、戦闘が小康状態に入ったため米第7師団ではポークチョップヒルの防御陣地の再構築を行った。休戦協定の最終調印に向けて大詰めの交渉が行われており、全戦線に渡って休戦を見越した防御態勢が取られていた。

### 夜間奇襲攻撃
1953年7月6日の夜、中国軍は前回の攻撃とほぼ同じ戦術で再びポークチョップヒルを攻撃してきた。このとき、丘は第17歩兵連隊A中隊が布陣しており、中隊長は参謀のアルトン・マッケルフィッシュ・Jr.が代行していた。予備部隊として同連隊のB中隊が隣接する200高地に待機していたため、すぐに応援に駆けつけた。しかし、１時間も経たないうちにA中隊は、塹壕内での白兵戦に巻き込まれていた。戦闘は混戦状態となり、司令部は３個目の中隊を応援として送り込んだ。天候は、この戦闘が始まったころから、3日間を通して台風の影響による雨が降り続き、両軍ともに補給や負傷者の後送に支障が生じた。米軍側は、装甲兵員輸送車の大量投入で、この問題を解決しようとした。
2日目の夜、中国軍は新たな攻勢を行った。この攻撃に対処するため、米第7師団は再び増援部隊を送り込んだ。4個中隊により防御されているポークチョップヒルには両軍の砲弾が降り注いだ。7月8日の夜明け頃、それまでの降雨が一時的に止み、最初から防衛に当たっていた部隊が丘から撤退したが、第17連隊第2大隊から新たに増援部隊により、再度攻撃が仕掛けられ、丘の支配権を獲得すると同時に、夜に向けて防衛態勢を敷いた。

### 第7師団の反撃
７月9日と10日の両日、両軍とも攻撃と反撃を繰り返した。中国軍は師団の大部分の部隊が戦闘に参加し、米軍も最終的には第17連隊、第31連隊から5個大隊が戦闘に加わり、4日間で、9回の攻守を入れ替えての激戦が繰り広げられた。最終的に7月11日の朝、米第1軍団はポークチョップヒルからの撤退を決断し第7師団は戦火の中を撤退した。

### 結果と損害
米軍は13人の中隊長のうち、4人が戦死した。米軍全体の損害は、戦死243名、負傷916名と捕虜になったものが9名であり、戦死者として認定されたもののうち、163名の遺体は収容されなかった。第7師団傘下のKATUSA（米陸軍韓国軍増強兵）の兵士のうち、戦死15名、負傷120名であった。中国志願軍側は、戦死1500名、負傷4000名と推定されている。
中国で発行された抗美援朝战争卫生工作总结 卫生勤务（朝鮮支援抗米戦争における衛生兵の記録）によると、第67師団の兵士6800名のうち、1953年夏の戦いで533名が戦死し、1242名が負傷したとなっている。ポークチョップヒルの戦いから3週間もしないうちに、国連軍と中朝連合軍が停戦協定に合意し戦闘は終結した。